# فخر الدولة بن جهير
فخر الدولة أبو نصر محمد بن محمد بن جهير (يُكنى بـابن جهير أو فخر الدولة بن جهير) (1007-1090م ) كان مسؤولًا حكوميًا من القرن الحادي عشر خدم 5 سلالات حاكمة، وعلى الأخص بصفته وزيرًا في عهد العباسيين، ثم كحاكم إقليمي في عهد الدولة السلجوقية. وهو مؤسس عائلة بني جهير السياسية.

## الحياة المبكرة والمهنة
وُلِد فخر الدولة في الموصل عام 1007 م، لعائلة تجارية ثرية. ووفقًا لابن خلكان، فقد كان من نسل بني ثعلبة. التحق في الأصل بخدمة العقيليين الذين حكموا الموصل في ذلك الوقت قبل أن يغادر بعد وفاة قرواش بن المقلد عام 1049 م. فذهب إلى حلب، حيث أصبح في وقت ما وزيرًا للأمير المرداسي معز الدولة ثمال، قبل أن ينضم في النهاية إلى بلاط المروانيين في ميافارقين (ربما حوالي عام 1054 م)  كان وزيرًا للحاكم المرواني نصر الدولة ثم لخليفته الشاب نظام الدين نصر. كان يعمل لدى نظام الدين نصر في عام 1062 م عندما عُرض عليه منصب الوزير للخليفة العباسي القائم في بغداد.

## العمل لدى العباسيين
وفقًا لابن الأثير والبنداري، سعى فخر الدولة إلى منصب الوزير العباسي بنفسه. لا تقول المصادر شيئًا عن سبب رغبته في المنصب. ربما كان ذلك بسبب الهيبة، فبالنسبة لشخص قضى حياته المهنية يعمل لدى سلالات إقليمية صغيرة، ربما كان العمل لدى الخليفة في بغداد ذو جاذبية خاصة. ومع ذلك، لم يكن العمل كوزير عباسي وظيفة منخفضة المخاطر، فقد لقي سلفه ابن المسلمة، الذي كان يحمل من الناحية الفنية لقب رئيس الرؤساء فقط ولكنه كان يعمل في الأساس كوزير، حتفه بشكل مروع في عام 1058 أثناء تمرد البساسيري التركي. لا بد أن فخر الدولة كان على دراية بالمخاطر، بالإضافة إلى المنافسة المحتملة من الإدارة السلجوقية في عهد طغرل.
أيًا كان دافعه، فقد أمضى فخر الدولة فترة "تودد" قصيرة في إرسال الهدايا والمال إلى الخليفة لإقناعه. ثم أُرسل مبعوث الخليفة، الكامل طراد الزينبي، في عام 1062 إلى ميافارقين ليعرض عليه الوزارة "سرًا". رافق فخر الدولة المبعوث في رحلة عودته "ظاهريًا لرؤيته في طريقه"؛ وعندما أدرك الحاكم المرواني أنه لن يعود، أرسل مسؤولين لإحضاره، لكنهم لم يتمكنوا من الوصول إليه قبل وصوله إلى بغداد. وصل فخر الدولة و"غمرته الهدايا وأردية الشرف ولقب فخر الدولة." وبحسب سبط بن الجوزي، فقد أُعطي أيضًا لقبًا إضافيًا وهو شرف الوزراء.
استمرت فترة ولاية فخر الدولة الأولى حتى عام 1068 م، عندما طُرد بسبب سلسلة من "الذنوب". وشملت الأسباب "وجوده في باب الحجرة (الغرفة الخاصة) دون إذن، وارتدائه ثياب عضد الدولة الاحتفالية". بعبارة أخرى، كان يتصرف فوق مكانته. وفقًا لمذكرات أبي علي بن البناء، كان الفصل في يوم الثلاثاء 9 أيلول 1068 م. وكان فخر الدولة "يائسًا ومعتذرًا" و"راضٍ بالبكاء". اُصطحب خارج بغداد ليلة الخميس (11 أيلول) وانتهى به الأمر بالسفر إلى بلاط الحاكم المزيدي نور الدولة دبيس.. أُرسلَت ممتلكاته إليه لاحقًا.
كانت المنافسة على استبدال فخر الدولة كوزير شرسة. فتم النظر بجدية في ثلاثة مرشحين مختلفين، ولكن لم ينجح أي منهم في تولي منصب الوزير. كان الاختيار الأولي للخليفة هو أبو يعلى، والد أبو شجاع الروذرواري، لكنه توفي في 11 أيلول، قبل أن يغادر فخر الدولة بغداد. وكان من بين المرشحين الأوائل الآخرين الزعيم ابن عبد الرحيم، الذي أُرسلت إليه رسالة لإبلاغه باختياره للوزارة قبل أن يلفت أحدهم انتباه الخليفة إلى ماضيه القذر: فقد كان جزءًا من حاشية البساسيري أثناء تمرده عام 1058 م، وشارك في نهب قصر الخليفة و"مهاجمة" نساء الحريم. فأُزيل اسمه من المنافسة على الفور. في هذه المرحلة، حوالي منتصف أواخر تشرين الثاني، كتب ابن البناء أن شائعة بدأت تنتشر بأن القائم سيعيد فخر الدولة إلى منصب الوزير. في مرحلة ما، تم النظر في مرشح آخر، وهو حنبلي يدعى أبو العلاء، لكنه لم يتولى المنصب أبدًا بسبب تشدده حيث ارتأى الحاكم أنه لا يصلح للوزارة لضيق أُفقه.
في هذه الأثناء، كان نور الدولة دبيس يقدم "توسلات إلى الخليفة" نيابة عن فخر الدولة. وفي النهاية، أُعيد فخر الدولة ليشغل منصب الوزير. وخرجت مجموعة من المسؤولين الإداريين لمقابلته يوم الأحد 7 كانون الأول، قبل عودته إلى بغداد. وتذكر مذكرات ابن البناء تاريخ عودته إلى بغداد يوم الأربعاء 10 كانون الأول 1068 م. وجاءت الحشود لمشاهدته وكان في استقباله "الجنود والحاشية والشخصيات البارزة". وأُعدّت له أردية الشرف الوزارية في 29 كانون الأول، وسُلّمت إليه يوم الأربعاء 31 كانون الأول. وذهب الناس لتهنئته في اليوم التالي. ثم في يوم الجمعة 2 كانون الثاني 1069 م، ذهب على ظهر جواده إلى جامع المنصور مرتديًا ثياب الشرف؛ وتجمعت الحشود مرة أخرى لرؤيته، وفي بعض الأماكن "رشُّوا" العملات المعدنية عليه.
لا يبدو أن القائم كان يحمل ضغينة ضد فخر الدولة وعهد إليه وابنه عميد الدولة بمجموعة واسعة من الواجبات. في وقت ما حوالي عام 1071 م، كان هناك "شجار دبلوماسي" بين فخر الدولة والإدارة السلجوقية تضمن تأخيرًا في تبادل أردية الشرف. عندما توفي ألب أرسلان عام 1072 م، كُلِّف بنو جهير بالإشراف على الحداد الرسمي بالإضافة إلى التبادل الاحتفالي للولاء وأردية الشرف بين القائم والسلطان السلجوقي الجديد ملك شاه الأول. وفي 26 أيلول 1073 م، أشرف فخر الدولة على توقيع تراجع العالم الحنبلي المثير للجدل ابن عقيل علنًا عن معتقداته في ديوان الخلافة. هذه الوثيقة التراجعية هي الوثيقة الوحيدة من نوعها التي بقيت كاملة من العصور الوسطى إلى يومنا هذا؛ وقد شهدت هذه الحلقة صعود تيار تشددي أصولي حنبلي في بغداد في القرن الحادي عشر، يُؤرخ بعض الباحثين جذور الوهابية له.
عندما كان القائم على فراش الموت عام 1075 م، تولى فخر الدولة رعايته الشخصية، لم يكن القائم يريد الفصد، لكن فخر الدولة قام بذلك على أي حال. قبل وفاته، نصح القائم حفيده وخليفته المقتدي بإبقاء بني جهير في مناصبهم: "لم أرَ أشخاصًا أفضل للدولة من ابن جهير وابنه؛ فلا تعُد عنهما".
في عام 1077 م، اندلعت أعمال شغب مميتة في بغداد بين فصيلي الحنابلة والأشعرية في المدينة عندما وصل أبو نصر بن الأستاذ أبي القاسم القشيري إلى المدينة ليصبح محاضرًا في المدرسة النظامية، وقد اصطدم الحنابلة مع عدد من الفرق الإسلامية سنية وشيعية، وأثاروا بلبلة. وأثناء أعمال الشغب، تعرضت حياة نجل نظام الملك مؤيد الملك للخطر. ألقى نظام الملك باللوم على فخر الدولة في الأمر برمته وفي عام 1078 م أرسل ممثله جوهر عين إلى الخليفة للمطالبة بإزالة فخر الدولة واعتقال أتباع بني جهير. وصل جوهر عين في 23 تموز وحصل على مقابلة يوم الثلاثاء 14 آب، حيث سلم رسالة يطلب فيها إزالة فخر الدولة. في البداية، رفض المقتدي الطلب، ولكن بحلول 27 آب، هدد جوهر عين بمهاجمة قصر الخليفة ما لم يمتثل. عند هذه النقطة، لم يكن أمام المقتدي خيار، فقد كان العباسيون يفتقرون إلى جيش خاص بهم وكانوا عاجزين عن مقاومة تدخل السلاجقة الأتراك في الحكم. استقال فخر الدولة على ما يبدو (بدلًا من طرده) ووضعه المقتدي تحت الإقامة الجبرية.
وفي هذه الأثناء، غادر عميد الدولة إلى أصفهان بمجرد أن سمع بخطط نظام الملك. اتخذ طريقًا دائريًا عبر الجبال لتجنب الاصطدام بجوهر عين في الطريق، ووصل إلى أصفهان في 23 تموز، وهو نفس اليوم الذي وصل فيه جوهر عين إلى بغداد. التقى عميد الدولة بنظام الملك وتصالح الطرفان في النهاية، وأبرما عقد زواج بين حفيدة نظام الملك وعميد الدولة. لم يقم المقتدي في البداية بإعادة توظيف بني جهير وبدلًا من ذلك أبقاهم تحت الإقامة الجبرية، لكن نظام الملك تدخل لاحقًا وأعاد توظيفهم، ربما خاف الخليفة من رد فعل السلاجقة إن لم يستشرهم.
وفي شهر رمضان من عام 1078 م (آذار - نيسان)، صنع فخر الدولة منبرًا على نفقته الخاصة يحمل لقب المقتدي. إلا أنه انتهى به الأمر لاحقًا إلى الكسر والحرق.
في عام 1081 م، أرسل الخليفة فخر الدولة إلى أصفهان، مُحمَّلًا بالهدايا وأكثر من 20000 دينار، للتفاوض على الزواج من ابنة ملك شاه. كان ملك شاه حزينًا على وفاة ابنه داود ولم يشارك في المفاوضات؛ وبدلًا من ذلك، ذهب فخر الدولة إلى نظام الملك. عمل الاثنان معًا هذه المرة؛ فذهبا إلى والدة الأميرة بالتبني تركان خاتون، لتقديم طلبهما. لم تكن مهتمة في البداية لأن الحاكم الغزنوي قدم عرضًا أفضل: 100000 دينار. أخبرتها أرسلان خاتون التي كان متزوجًا من القائم، أن الزواج من الخليفة سيكون أكثر هيبة، وأنها لا ينبغي أن تطلب من الخليفة المزيد من المال.
في النهاية، وافقت تركان خاتون على الزواج، ولكن بشروط ثقيلة فرضت على المقتدي: في مقابل الزواج من الأميرة السلجوقية، سيدفع المقتدي 50000 دينار بالإضافة إلى 100000 دينار إضافية كمهر، ويتخلى عن زوجاته الحاليات ومحظياته، ويوافق على عدم إقامة علاقات جنسية مع أي امرأة أخرى. كان هذا عبئًا ثقيلًا للغاية على الخليفة العباسي، حيث كان العباسيون يسيطرون بإحكام على "سياساتهم الإنجابية"، حيث كان جميع ورثتهم مولودين لأم الولد وبالتالي لا علاقة لهم بأي سلالات منافسة. بموافقته على شروط تركان خاتون، كان فخر الدولة يضع المقتدي في وضع غير مؤاتٍ للغاية بينما كان يفيد السلاجقة أيضًا بشكل كبير، وربما كان هذا سببًا قويًّا لقلة أبناء العباسيين عند غزو المغول لبغداد عام 1258 م.
في عام 1083 م، عزل المقتدي بني جهير من مناصبهم بموجب مرسوم. إن ظروف عزلهم من مناصبهم غير واضحة إلى حد ما، فقد قدم المؤرخون روايات مختلفة. في رواية سبط بن الجوزي، أصبح المقتدي يشك في بني جهير، مما دفعهم إلى المغادرة إلى خراسان دون طلب إذن رسمي؛ أثار هذا المزيد من شكوك المقتدي وطردهم بأثر رجعي بعد مغادرتهم. ثم كتب إلى السلاجقة، وأمرهم بعدم توظيف بني جهير في إدارتهم. أما في رواية ابن الأثير، فاقترب السلاجقة في وقت ما من المقتدي وطلبوا منه توظيف بني جهير بأنفسهم، ووافق المقتدي. أما البنداري فلا يقدم أي تفاصيل عن عملية إطلاق النار نفسها، بل كتب بدلًا من ذلك أن السلاجقة أرسلوا ممثلين للقاء بني جهير في بغداد (وليس في خراسان).
وبحسب رواية ابن الأثير، غادر بنو جهير بغداد يوم السبت 22 تموز 1083 م. وخلفهم في منصب الوزراء أبو الفتح المظفر نجل رئيس الرؤساء، الذي كان في السابق "مسؤولًا عن مباني القصر".

## العمل لدى السلاجقة
وفقًا لابن الأثير، استقبل ملك شاه ونظام الملك فخر الدولة استقبالًا كريمًا عند وصوله. عيّن ملك شاه فخر الدولة لحكم ديار بكر، مع حقوق السكة والخطبة (أي الحق في سك العملات المعدنية، وإعلان الخطبة، باسمه وكذلك باسم ملك شاه؛ طالع: خطبة وسكة)، وقدّم له أردية الشرف وطبول احتفالية. كما عيّن قوات لفخر الدولة وأمره بغزو ديار بكر من المروانيين.
تبين أن حملة ديار بكر كانت أكثر صعوبة مما كان متوقعًا، ويرجع ذلك جزئيًا إلى تدخل حاكم الموصل العقيلي، مسلم بن قريش. استنتج مسلم أنه بما أن المروانيين لم يسببوا أي مشاكل للسلاجقة، ولكنه هو نفسه فعل، فمن المحتمل أن يكون التالي في الترتيب إذا سقط المروانيون. انتهت الحملة بالاستمرار حتى عام 1085 م وتضمنت عدة حصارات، بما في ذلك حصار ميافارقين وآمد (ديار بكر). ساعده أبناء فخر الدولة، عميد الدولة والكافي زعيم الرؤوساء أبو القاسم علي، خلال هذه الحملة. في النهاية، نجح بنو جهير: فقد استولوا على الموصل عام 1084 م، ثم في عام 1085 م استولوا على ميافارقين وآمد.
ومع ذلك، سرعان ما أصبح فخر الدولة غير محبوب كحاكم واستُبدل بنهاية العام الهجري (أي 478 هـ الموافق 1085-1086 م). ويبدو أنه خلال فترة قصيرة من توليه منصبه، استولى على ثروة المروانيين لنفسه وأنفق الكثير منها. ومع ذلك، بحلول عام 1089 (الموافق 482 هـ) عُين فخر الدولة حاكمًا على الموصل، مسقط رأسه، وتوفي هناك عام 1090 م.